# Henk Tempel
Henk Tempel, altresì noto come Frans Tempel o Franz Tempel (Hilversum, 20 marzo 1898 – Utrecht, 25 luglio 1944), è stato un calciatore olandese, di ruolo portiere.

## Carriera
Venne convocato nella nazionale olandese che partecipò ai Giochi olimpici di Anversa come secondo portiere. Nel corso della sua carriera non disputò alcuna partita con la nazionale olandese.

## Palmarès

### Nazionale
- Bronzo olimpico: 1

Olanda: Anversa 1920